# Exeristes comstockii
Exeristes comstockii är en stekelart som först beskrevs av Cresson 1880.  Exeristes comstockii ingår i släktet Exeristes och familjen brokparasitsteklar. Inga underarter finns listade i Catalogue of Life.